# Hans Christopher Müller

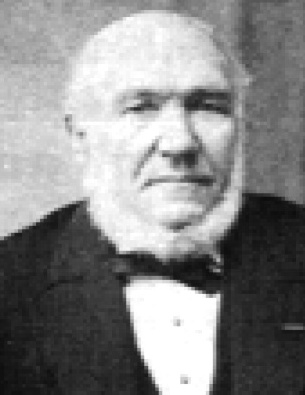
H.C. Müller

Hans Christopher Müller (* 2. September 1818 in Tórshavn, Färöer; † 25. Dezember 1897 ebenda) war ein färöischer Politiker und Beamter.

## Herkunft und Familie
Hans Christopher war der Sohn von Sigga Joensdatter und dem Sýslumaður Rasmus Müller aus Tórshavn. Verheiratet war er mit Marin Kristina, geborene Olsen aus Tórshavn. Ihr gemeinsamer Sohn Sørin Emil Müller (1856–1922) war später Bürgermeister von Tórshavn.

## Berufliche Laufbahn

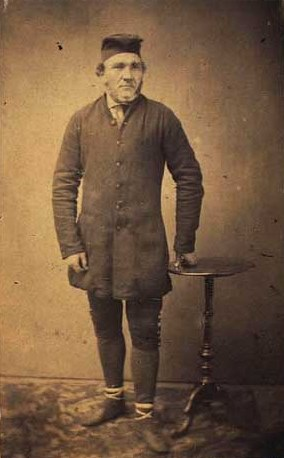
Hans Christopher Müller zwischen 1850 und 1860.

### Inselpolizei
1839 wurde er an der Seite seines Vaters sýslufultrúi (Syssel-Bevollmächtigter) und übernahm 1843 vom Vater die Stelle des Sýslumaður (Polizeivorsteher) der Insel Streymoy.  Er blieb dies fast ein halbes Jahrhundert, bis er 1892 aus Altersgründen ausschied.

### Abgeordneter
Müller gehörte von Anfang an als Mitglied dem 1852 vor allem auf Betreiben von Niels Winther wieder eingerichteten färöischen Løgting an. Mit Unterbrechungen war er dort über einen Zeitraum von vierzig Jahren aktiv (von 1852 bis 1855, von 1857 bis 1859, von 1865 bis 1881 und von 1885 bis 1892). Zudem war er von 1858 bis 1864 und von 1887 bis 1890 Mitglied des dänischen Folketing und in der Zwischenzeit 1865 bis 1886 Mitglied des damaligen Landsting (Oberhaus).

### Reederei- und Postvertretung

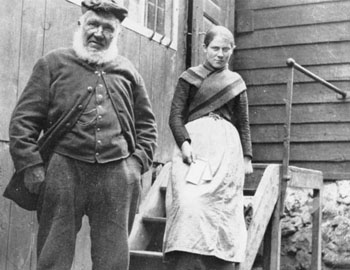
H.C. Müller als erster Postbeamter der Färöer zusammen mit der Mitarbeiterin Maria Mikkelsen.

Ab 1866 war Müller Repräsentant der dänischen Reederei DFDS auf den Färöern.
Als die erste färöische Post am 1. März 1870 in seinem Haus auf Tinganes eröffnete, war er deren Leiter bis zu seinem Tode. Er gilt damit als Urvater des Postverk Føroya. Sein Haus, das sog. Müllerhúsið in der Gasse Gongin, war zu seinem nördlichen Teil das ursprüngliche Løgtingshaus, bis er es 1862 kaufte und zusammen mit dem Nachbarhaus zu einem Wohnhaus umbaute.

## Sonstiges
In dem authentischen Reisebericht Reise mit der Yacht Maria 1854 zu den Färöern (1855 in England erschienen) spielt er eine zentrale Rolle als Gastgeber und Fremdenführer der beiden Autoren. So erfahren wir dort, dass er fließend Englisch sprach und der einzige Färinger war, der 1851 die Great Exhibition in London besuchte. Daneben beherrschte er auch Deutsch und Französisch.